# 短頭大口石首魚
短頭大口石首魚為輻鰭魚綱鱸形目鱸亞目石首魚科的其中一種，分布西大西洋區，從加勒比海至巴西海域，棲息深度可達60公尺，本魚顏色銀灰色，在胸鰭基部具暗斑，骨盆和臀鰭往往偏黃，嘴非常大，強烈傾斜，下頜突出，具非常小和鋒利的牙齒，巴沒有觸鬚，背鰭硬棘11枚;背鰭軟條24-26枚;臀鰭硬棘2枚;臀鰭軟條7-8枚，體長可達31公分，棲息在沙泥底質的沿海海域，屬肉食性，以浮游性甲殼類為食，可做為食用魚。